# Фештелица
Фештелица (рум. Feşteliţa) — село в Штефан-Водском районе Молдавии. Относится к сёлам, не образующим коммуну.

## География
Село расположено примерно в 8 км к западу от города Штефан-Водэ на высоте 119 метров над уровнем моря. Ближайшие населённые пункты — сёла Ермоклия, Алава и Семёновка. Через село Фештелица течёт река Бабей.

## Население
По данным переписи населения 2004 года, в селе Фештелица проживает 2868 человек (1425 мужчин, 1443 женщины).
Этнический состав села:
| Национальность | Число жителей | Процентный состав |
| -------------- | ------------- | ----------------- |
| молдаване      | 2842          | 99,09             |
| украинцы       | 13            | 0,45              |
| румыны         | 7             | 0,24              |
| гагаузы        | 2             | 0,07              |
| русские        | 1             | 0,03              |
| болгары        | 1             | 0,03              |
| прочие         | 2             | 0,07              |
| Всего          | 2868          | 100 %             |